# Sydlig eldvävare
Sydlig eldvävare (Euplectes orix) är en fågel i familjen vävare inom ordningen tättingar.

## Utbredning och systematik
Fågeln förekommer i västra och södra Angola, södra och östra Demokratiska republiken Kongo, Uganda, Kenya och Tanzania söderut Sydafrika. Vissa inkluderar zanzibareldvävare (Euplectes nigroventris) som en underart.

## Status
Arten har ett stort utbredningsområde och beståndet anses stabilt. Internationella naturvårdsunionen IUCN listar den därför som livskraftig (LC).

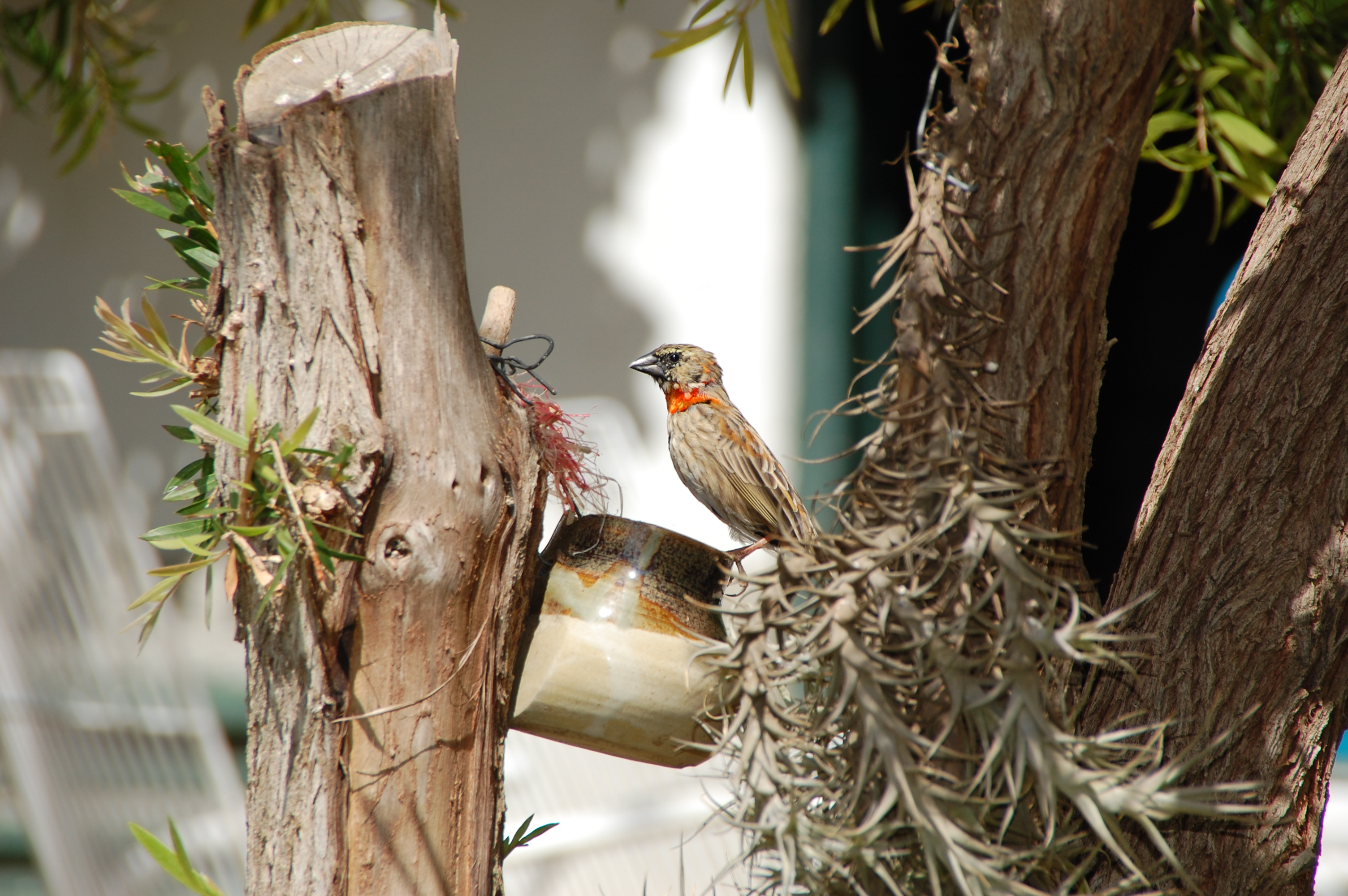
Hane som påbörjat ruggningen till häckningsdräkt.
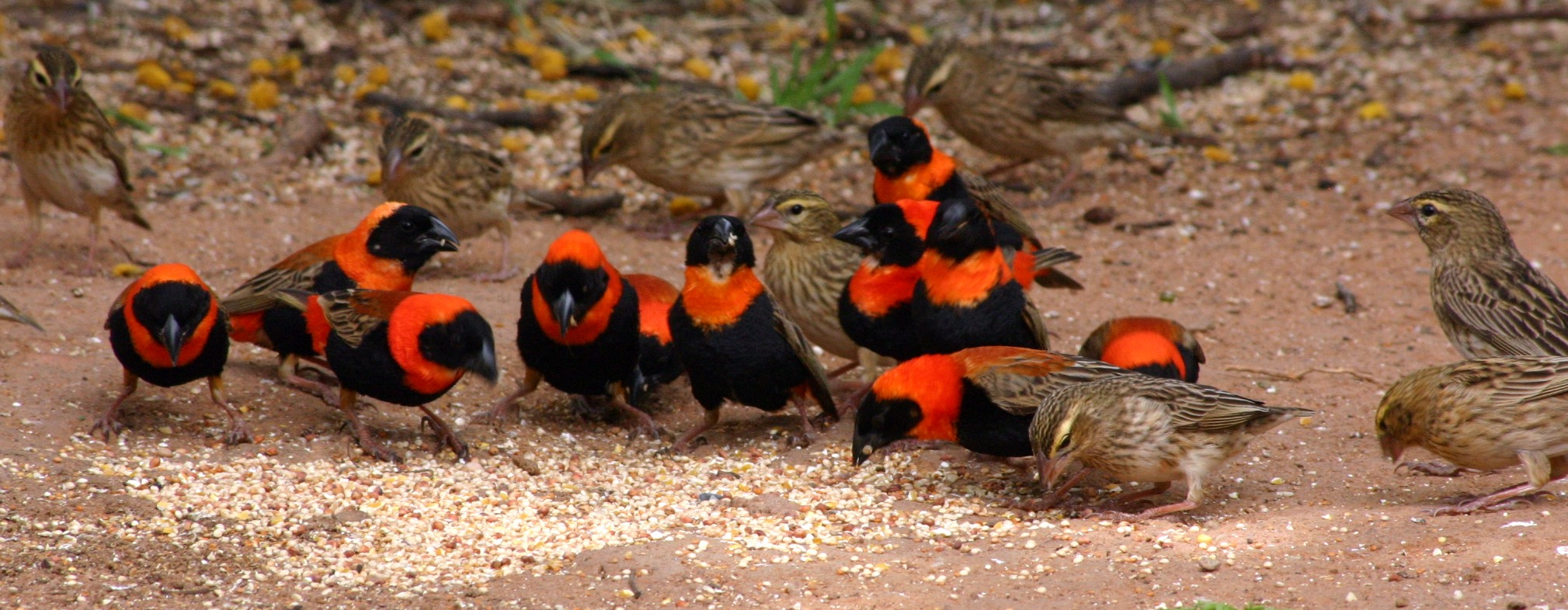
Hanar och honor under häckningstiden.